# Oecetis intramontana
Oecetis intramontana är en nattsländeart som beskrevs av Wolfram Mey 1998. Oecetis intramontana ingår i släktet Oecetis och familjen långhornssländor. Inga underarter finns listade i Catalogue of Life.